# Scolecoseps acontias
Scolecoseps acontias là một loài thằn lằn trong họ Scincidae. Loài này được Werner mô tả khoa học đầu tiên năm 1913.